# 中野與之助
中野 與之助（なかの よのすけ、1887年8月12日-1974年6月24日）は、日本の宗教家。
三五教開祖。静岡県焼津市出身。